# Campeonato Ecuatoriano de Fútbol de Reservas 2015
El Campeonato Nacional de Reservas 2015 fue un torneo paralelo a la Serie A de Ecuador en el que los 12 planteles de la Serie A que obligatoriamente cuentan con un equipo de reservas compiten en el Campeonato de Reserva. Además para esta edición el campeón representará al país en la Copa Libertadores Sub-20 de 2016 que se realizará en Paraguay.

## Sistema de Juego
El sistema de Campeonato que se juega en Reservas es similar al de primera categoría, hay dos etapas y el ganador de cada una juega una final. 
Los partidos del Campeonato de Reservas de Ecuador se han convertido en una vitrina de futbolistas juveniles y también de otros más experimentados.
El reglamento que se mantiene en el torneo de reservas faculta para que jueguen cuatro jugadores menores de 19 años, cuatro menores de 21 y tres con más de 23 años, en donde es una verdadera oportunidad para que los jóvenes deportistas sean tomados en cuenta por los entrenadores de los equipos principales

## Equipos participantes
| Nombre del club         | Ciudad    |
| ----------------------- | --------- |
| Aucas                   | Quito     |
| Barcelona               | Guayaquil |
| Deportivo Cuenca        | Cuenca    |
| Deportivo Quito         | Quito     |
| El Nacional             | Quito     |
| Emelec                  | Guayaquil |
| Independiente del Valle | Sangolquí |
| Liga de Loja            | Loja      |
| Liga de Quito           | Quito     |
| Mushuc Runa             | Ambato    |
| River Ecuador           | Guayaquil |
| Universidad Católica    | Quito     |

## Equipos por ubicación geográfica
| Provincia  | N.º | Equipos                                                                                            |
| ---------- | --- | -------------------------------------------------------------------------------------------------- |
| Pichincha  | 6   | Aucas, Deportivo Quito, El Nacional, Independiente del Valle, Liga de Quito y Universidad Católica |
| Guayas     | 3   | Barcelona, Emelec y River                                                                          |
| Azuay      | 1   | Deportivo Cuenca                                                                                   |
| Loja       | 1   | Liga de Loja                                                                                       |
| Tungurahua | 1   | Mushuc Runa                                                                                        |

## Primera etapa

### Clasificación
| Pos. | Equipos                                                            | PJ | PG | PE | PP | GF | GC | DIF | PTS |
| ---- | ------------------------------------------------------------------ | -- | -- | -- | -- | -- | -- | --- | --- |
| 1.   | Independiente del Valle                                            | 0  | 0  | 0  | 0  | 0  | 0  | 0   | 0   |
| 2.   | Aucas                                                              | 0  | 0  | 0  | 0  | 0  | 0  | 0   | 0   |
| 3.   | Emelec                                                             | 0  | 0  | 0  | 0  | 0  | 0  | 0   | 0   |
| 4.   | Liga de Quito                                                      | 0  | 0  | 0  | 0  | 0  | 0  | 0   | 0   |
| 5.   | Barcelona                                                          | 0  | 0  | 0  | 0  | 0  | 0  | 0   | 0   |
| 6.   | River Ecuador                                                      | 0  | 0  | 0  | 0  | 0  | 0  | 0   | 0   |
| 7.   | El Nacional                                                        | 0  | 0  | 0  | 0  | 0  | 0  | 0   | 0   |
| 8.   | Deportivo Cuenca                                                   | 0  | 0  | 0  | 0  | 0  | 0  | 0   | 0   |
| 9.   | Universidad Católica                                               | 0  | 0  | 0  | 0  | 0  | 0  | 0   | 0   |
| 10.  | Mushuc Runa                                                        | 0  | 0  | 0  | 0  | 0  | 0  | 0   | 0   |
| 11.  | Deportivo Quito                                                    | 0  | 0  | 0  | 0  | 0  | 0  | 0   | 0   |
| 12.  | Archivo:600px Bisection vertical White HEX-FF0000.svg Liga de Loja | 0  | 0  | 0  | 0  | 0  | 0  | 0   | 0   |

|  | Ganador. Accede a la final del campeonato. |

### Resultados
| Local/Visitante         | AUC | BAR | CUE | SDQ | NAC | EME | IDV | LOJ | LDU | MSR | RIV | CAT |
| ----------------------- | --- | --- | --- | --- | --- | --- | --- | --- | --- | --- | --- | --- |
| Aucas                   | -   |     |     |     |     |     |     |     |     |     |     |     |
| Barcelona               |     | -   |     |     |     |     |     |     |     |     |     |     |
| Dep. Cuenca             |     |     | -   |     |     |     |     |     |     |     |     |     |
| Dep. Quito              |     |     |     | -   |     |     |     |     |     |     |     |     |
| El Nacional             |     |     |     |     | -   |     |     |     |     |     |     |     |
| Emelec                  |     |     |     |     |     | -   |     |     |     |     |     |     |
| Independiente del Valle |     |     |     |     |     |     | -   |     |     |     |     |     |
| Liga de Loja            |     |     |     |     |     |     |     | -   |     |     |     |     |
| Liga de Quito           |     |     |     |     |     |     |     |     | -   |     |     |     |
| Mushuc Runa             |     |     |     |     |     |     |     |     |     | -   |     |     |
| River Ecuador           |     |     |     |     |     |     |     |     |     |     | -   |     |
| U. Católica             |     |     |     |     |     |     |     |     |     |     |     | -   |

     Ganó equipo local
     Ganó equipo visitante
     Empate

## Segunda etapa

### Clasificación
| Pos. | Equipos                                                            | PJ | PG | PE | PP | GF | GC | DIF | PTS |
| ---- | ------------------------------------------------------------------ | -- | -- | -- | -- | -- | -- | --- | --- |
| 1.   | Independiente del Valle                                            | 0  | 0  | 0  | 0  | 0  | 0  | 0   | 0   |
| 2.   | Aucas                                                              | 0  | 0  | 0  | 0  | 0  | 0  | 0   | 0   |
| 3.   | Emelec                                                             | 0  | 0  | 0  | 0  | 0  | 0  | 0   | 0   |
| 4.   | Liga de Quito                                                      | 0  | 0  | 0  | 0  | 0  | 0  | 0   | 0   |
| 5.   | Barcelona                                                          | 0  | 0  | 0  | 0  | 0  | 0  | 0   | 0   |
| 6.   | River Ecuador                                                      | 0  | 0  | 0  | 0  | 0  | 0  | 0   | 0   |
| 7.   | El Nacional                                                        | 0  | 0  | 0  | 0  | 0  | 0  | 0   | 0   |
| 8.   | Deportivo Cuenca                                                   | 0  | 0  | 0  | 0  | 0  | 0  | 0   | 0   |
| 9.   | Universidad Católica                                               | 0  | 0  | 0  | 0  | 0  | 0  | 0   | 0   |
| 10.  | Mushuc Runa                                                        | 0  | 0  | 0  | 0  | 0  | 0  | 0   | 0   |
| 11.  | Deportivo Quito                                                    | 0  | 0  | 0  | 0  | 0  | 0  | 0   | 0   |
| 12.  | Archivo:600px Bisection vertical White HEX-FF0000.svg Liga de Loja | 0  | 0  | 0  | 0  | 0  | 0  | 0   | 0   |

|  | Ganador. Accede a la final del campeonato. |

### Resultados
| Local/Visitante         | AUC | BAR | CUE | SDQ | NAC | EME | IDV | LOJ | LDU | MSR | RIV | CAT |
| ----------------------- | --- | --- | --- | --- | --- | --- | --- | --- | --- | --- | --- | --- |
| Aucas                   | -   |     |     |     |     |     |     |     |     |     |     |     |
| Barcelona               |     | -   |     |     |     |     |     |     |     |     |     |     |
| Dep. Cuenca             |     |     | -   |     |     |     |     |     |     |     |     |     |
| Dep. Quito              |     |     |     | -   |     |     |     |     |     |     |     |     |
| El Nacional             |     |     |     |     | -   |     |     |     |     |     |     |     |
| Emelec                  |     |     |     |     |     | -   |     |     |     |     |     |     |
| Independiente del Valle |     |     |     |     |     |     | -   |     |     |     |     |     |
| Liga de Loja            |     |     |     |     |     |     |     | -   |     |     |     |     |
| Liga de Quito           |     |     |     |     |     |     |     |     | -   |     |     |     |
| Mushuc Runa             |     |     |     |     |     |     |     |     |     | -   |     |     |
| River Ecuador           |     |     |     |     |     |     |     |     |     |     | -   |     |
| U. Católica             |     |     |     |     |     |     |     |     |     |     |     | -   |

     Ganó equipo local
     Ganó equipo visitante
     Empate

## Tabla acumulada
| Pos. | Equipos                                                            | PJ | PG | PE | PP | GF | GC | DIF | PTS |
| ---- | ------------------------------------------------------------------ | -- | -- | -- | -- | -- | -- | --- | --- |
| 1.   | Independiente del Valle                                            | 0  | 0  | 0  | 0  | 0  | 0  | 0   | 0   |
| 2.   | Aucas                                                              | 0  | 0  | 0  | 0  | 0  | 0  | 0   | 0   |
| 3.   | Emelec                                                             | 0  | 0  | 0  | 0  | 0  | 0  | 0   | 0   |
| 4.   | Liga de Quito                                                      | 0  | 0  | 0  | 0  | 0  | 0  | 0   | 0   |
| 5.   | Barcelona                                                          | 0  | 0  | 0  | 0  | 0  | 0  | 0   | 0   |
| 6.   | River Ecuador                                                      | 0  | 0  | 0  | 0  | 0  | 0  | 0   | 0   |
| 7.   | El Nacional                                                        | 0  | 0  | 0  | 0  | 0  | 0  | 0   | 0   |
| 8.   | Deportivo Cuenca                                                   | 0  | 0  | 0  | 0  | 0  | 0  | 0   | 0   |
| 9.   | Universidad Católica                                               | 0  | 0  | 0  | 0  | 0  | 0  | 0   | 0   |
| 10.  | Mushuc Runa                                                        | 0  | 0  | 0  | 0  | 0  | 0  | 0   | 0   |
| 11.  | Deportivo Quito                                                    | 0  | 0  | 0  | 0  | 0  | 0  | 0   | 0   |
| 12.  | Archivo:600px Bisection vertical White HEX-FF0000.svg Liga de Loja | 0  | 0  | 0  | 0  | 0  | 0  | 0   | 0   |